# Cappella della Cittadella
La cappella della Cittadella è un edificio sacro che si trova nella piazza omonima a Piombino.

## Storia e descrizione
La cappella della residenza principesca della Cittadella venne realizzata tra il 1465 e il 1470 su commissione di Jacopo III Appiani da Andrea Guardi.

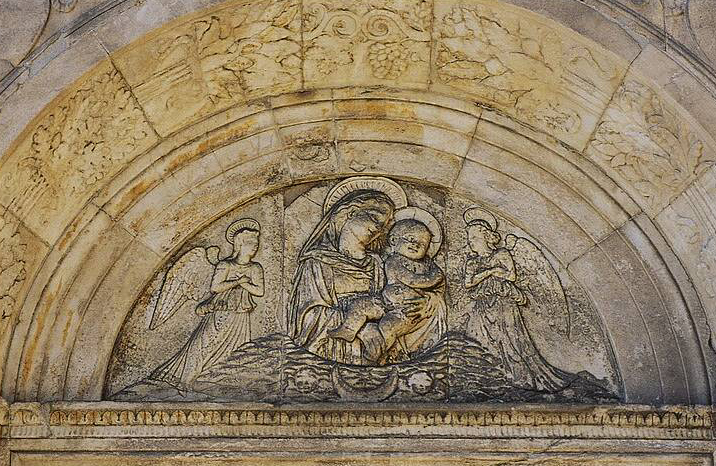
La lunetta raffigurante la Madonna con il Bambino

L'edificio, a navata unica, risulta esemplato su un impianto albertiano nel prospetto interamente in marmo, frontonato con rosone a dieci raggi e tripartito da quattro lesene con capitelli sul modello del Tempio malatestiano di Rimini. Del Guardi è anche la lunetta del portale di accesso raffigurante la Madonna con il Bambino tra ornamenti floreali e, all'interno, i plutei in marmo bianco, decorati con stemmi degli Appiani, che servivano a dividera la zona riservata ai Principi da quella per i cortigiani. L'abside è nascosto, ed inserito nella costruzione adiacente.
L'interno presenta un altare barocco del XVIII secolo in marmi policromi, dove è collocata una Madonna con il Bambino in terracotta policroma invetriata, attribuita a Andrea della Robbia. Sotto il piano di calpestio vi sono vari sepolcri.
Dietro alla chiesa si trova un edificio usato nei secoli per vari funzioni, fra tutti quello di dépendance del palazzo principesco, che è oggi una villa privata.